# 朱家相 (萬曆進士)
朱家相，字良弼，號壬宇，福建福州府侯官县人。明朝政治人物、進士出身。

## 生平
治易经，嘉靖庚申二月二十七日（官年）生。萬曆七年（1579年）己卯科福建鄉試舉人，十七年（1589年）己丑科三甲七十名進士，刑部觀政，六月授直隶江阴知县，二十一年補广东揭阳县知县，二十九年考察致仕。